# Andreas Klein (Filmproduzent)
Andreas Ralf Klein (* 4. März 1962) ist ein deutscher Filmproduzent und Unternehmer.

## Leben
Andreas Klein ist der Sohn von Albert E. Klein (* 8. Januar 1929), dem Gründer der Splendid Film Klein GmbH. Nach seinem Schulabschluss machte er ein Studium in Köln.
1980 trat Klein dem Familienunternehmen bei. Er baute die Unternehmensbereiche Home Entertainment und Postproduktion auf. Mit dem Börsengang 1999 und der Umwandlung der Splendid-Gruppe in die Splendid Medien AG wurde er zum Vorstandsvorsitzenden der Gesellschaft berufen. Am 31. Dezember 2019 legte er in Abstimmung mit dem Aufsichtsrat sein Amt als Vorstandsvorsitzender der Splendid Medien AG sowie seine Ämter als Geschäftsführer der Tochtergesellschaften der Splendid Medien AG nieder, um mehr Zeit mit seiner Familie verbringen zu können. Er wird weiterhin als Berater fungieren.
Seit 2000 fungiert er als Filmproduzent und Filmfinanzier. Bekanntere Werke sind die Filme Traffic – Macht des Kartells, Gangs of New York, Desert Saints, The Piano Player oder die Agentenfilme Agent Cody Banks und Agent Cody Banks 2: Mission London. 
Klein ist Vater von zwei Söhnen.

## Filmografie

### Filmproduzent / Filmfinanzierung
- 2000: Ping!
- 2000: Traffic – Macht des Kartells (Traffic)
- 2002: Gangs of New York
- 2002: Desert Saints
- 2002: The Piano Player
- 2003: Agent Cody Banks
- 2003: Der Feind in meinem Mann (Devil’s Pond)
- 2004: U-Boat (In Enemy Hands)
- 2004: Agent Cody Banks 2: Mission London (Agent Cody Banks 2: Destination London)
- 2004: Wake of Death
- 2013: Systemfehler – Wenn Inge tanzt
- 2018: Elvy’s Wereld So Ibiza!
- 2018: Die Dirigentin
- 2019: Misfit
- 2019: Misfit 2
- 2019: De Grote Slijmfilm